# بيل ميلنر (لاعب كرة قدم أمريكية)
بيل ميلنر (بالإنجليزية: Bill Milner)‏ هو لاعب كرة قدم أمريكية أمريكي، ولد في 7 مارس 1919 في وينزفيل في الولايات المتحدة، وتوفي في 25 ديسمبر 2006.